# Bitaxia
Bitaxia es un género de foraminífero bentónico de la familia Tritaxiidae, de la superfamilia Verneuilinoidea, del suborden Verneuilinina y del orden Lituolida. Su especie tipo es Gaudryina? gorbachikae. Su rango cronoestratigráfico abarca desde el Tithoniense superior (Jurásico superior) hasta el Berriasiense (Cretácico inferior).

## Discusión
Clasificaciones previas incluían Bitaxia en el suborden Textulariina del orden Textulariida, o en el orden Lituolida sin diferenciar el suborden Verneuilinina.

## Clasificación
Bitaxia incluye a la siguiente especie:
- Bitaxia gorbachikae †